# Charlotte Brontë
Charlotte Brontë (Thornton, 21 april 1816 – Haworth, 31 maart 1855) was een Brits schrijfster en de oudste van de drie gezusters Brontë, wier romans klassiekers van de Engelse literatuur zijn geworden.
Ook haar zusters zijn als romanschrijfster beroemd geworden: Anne, de jongste en Emily de middelste. Er was ook een broer, Branwell, die schilderde. Hun vader, Patrick Brontë (1777-1861), was een Ierse predikant.
Charlotte schreef onder het pseudoniem Currer Bell. In 1831 volgde zij lessen in Roe Head waar ze Mary Taylor en Ellen Nussey ontmoette. Met hen bouwde ze een vriendschap op die levenslang standhield. Ze was er ook twee keer voor korte tijd gouvernante. In 1842 ging zij samen met haar jongere zuster Emily, met wie zij een privéschool wilde opzetten, naar het pensionaat Heger te Brussel, waar zij verliefd werd op de directeur. Deze periode in Brussel leverde de inspiratie voor enkele van de evenementen die ze beschreef in The Professor en Villette.
Nadat haar zuster Emily Brontë was overleden, werd een postume editie van Emily's beroemde, maar enige boek Wuthering Heights uitgebracht, onder redactie van Charlotte.
Charlotte trouwde in juni 1854 met de hulppredikant van haar vader, Arthur Bell Nichols. Nog geen jaar later overleed zij, drie weken vóór haar 39e levensjaar - volgens de officiële lezing op de overlijdenspapieren, aan tuberculose, net als Emily en Anne. Volgens veel biografen is ze echter overleden aan uitputting als gevolg van hyperemesis gravidarum, oftewel extreem zwangerschapsbraken - een slopende aandoening die tot halverwege de 20e eeuw veelal leidde tot overlijden van moeder of embryo, of allebei. 
In 1857 verscheen haar biografie Life of Charlotte Brontë, geschreven door haar collega-schrijfster en vriendin Elizabeth Gaskell. Het boek focust vooral op de relatie tussen Charlottes identiteit als schrijfster en haar rol als dochter, zuster en echtgenote. Het boek maakt gebruik van de correspondentie tussen Bronte en Ellen Nussey (500 brieven) en Mary Taylor. 

## Bekendste werken
- Jane Eyre
- The Professor
- Shirley
- Villette
- Poems (Currer, Ellis en Acton Bell)

- Bibsys: 90053883
- Biblioteca Nacional de Chile: 000034724
- Biblioteca Nacional de España: XX955797
- Bibliothèque nationale de France: cb11894145r (data)
- Catàleg d'autoritats de noms i títols de Catalunya: 981058521352406706
- CiNii: DA00819490
- Digitale Bibliotheek voor de Nederlandse Letteren: bron078
- Gemeinsame Normdatei: 118638009
- International Standard Name Identifier: 0000 0001 2281 6316
- Library of Congress Control Number: n79054114
- Nationale Bibliotheek van Letland: 000026025
- MusicBrainz: 36a14aa2-0dec-4d7e-a843-9ed51ab33d48
- Bibliotheek van het Japanse parlement: 00434467
- Nationale Bibliotheek van Tsjechië: jn19990201020
- Nationale bibliotheek van Australië: 35022404
- Nationale Bibliotheek van Israël: 987007259130205171
- Nationale Bibliotheek van Polen: a0000001178370
- Nationale en Universitaire bibliotheek Zagreb: 000014752
- Nederlandse Thesaurus van Auteursnamen: 06873042X
- RKD-Nederlands Instituut voor Kunstgeschiedenis: 12957
- Istituto Centrale per il Catalogo Unico: CFIV030573
- LIBRIS: 179323
- SNAC: w6tg0m7p
- Système universitaire de documentation: 026754509
- Trove: 145900
- Union List of Artist Names: 500010037
- Virtual International Authority File: 71388025
- WorldCat: E39PBJxMkwTxx8w4ytqkWDt7pP